# Abbehausergroden
Abbehausergroden ist als Bauerschaft ein Ortsteil von Abbehausen in der Gemeinde Nordenham im Landkreis Wesermarsch.

## Geschichte
Der Abbehauser Groden, der nördlich des Esenshammer Grodens anschließt wurde 1555 eingedeicht. Darauf folgte eine langsame Besiedlung. Die Bauerschaft 1694 hatte zusammen mit Altendeich einen eigenen Bauerbrief. Mitte des 19. Jahrhunderts gehörten zur Bauerschaft Abbehausergroden Hoben (mit Hohenmühle), Abbehauserhörne, Abbehauser Wehl, Abbehauser Altendeich, Schlüssel und Würbke. Die erste Schule gab es 1640 in Abbehausergroden, sie wurde von der Bauerschaft unterhalten.

### Demographie
| Jahr | Einwohner |
| ---- | --------- |
| 1675 | 175       |
| 1762 | 174       |
| 1779 | 193       |
| 1815 | 203       |
| 1855 | 189       |
| 1925 | 177       |
| 1950 | 229       |
| 1961 | 151       |
| 1970 | 145       |

## Bauwerke
Siehe auch Liste der Baudenkmale in Nordenham
- Hofanlage Abbehausergroden 7

## Persönlichkeiten
- Wilhelm Blohm (1862–1944), Lehrer und Abgeordneter des Oldenburger Landtags